# Orazio Gentileschi

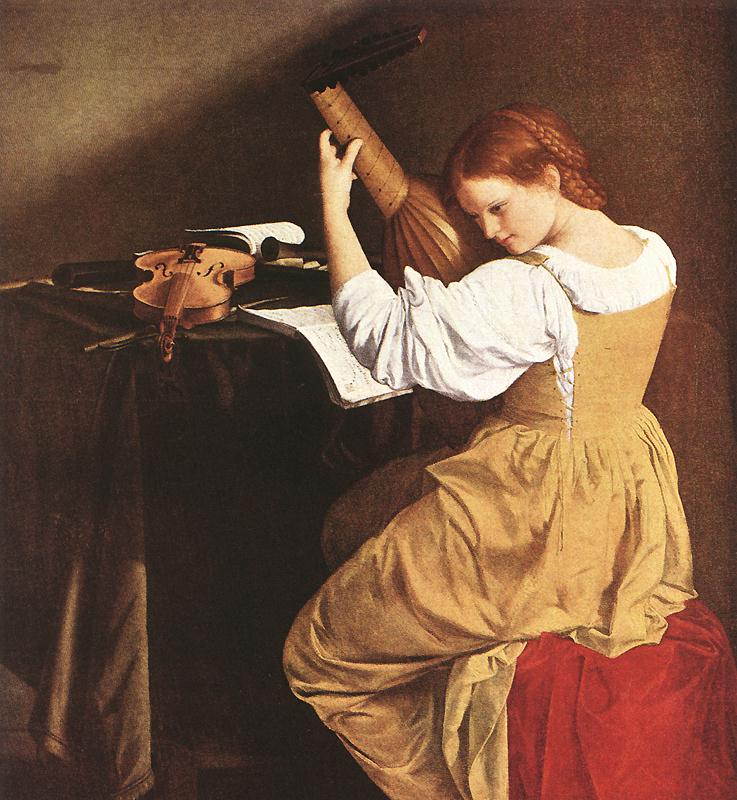
Tocadora de Alaúde (1626) - Óleo sobre tela, National Gallery of Art.

Orazio Lomi, conhecido também como Gentileschi; (Pisa; 1563 † Londres; 1639); foi um pintor caravagista italiano. Ele foi o pai da pintora Artemisia Gentileschi.
Um outro seu filho, Francesco Gentileschi, veio para Lisboa em 1641, a convite do Embaixador em Inglaterra D. Antão de Almada, para fabricar a artilharia necessária à causa do Portugal Restaurado, mas envolveu-se em escândalos que o levaram a comparecer no Tribunal do Santo Ofício, em 1648, para responder, entre outras coisas, por falso juramento, desfalques no fabrico das peças de artilharia e, também, pelo «roubo de uns quadros italianos na igreja de Nossa Senhora do Loreto que substituíra por cópias».

## Biografia
No final dos anos de 1570-1580, Gentileschi foi transferido para Roma, onde ficou associado com o pintor de paisagens, Agostino Tassi, executando os valores para os fundos das paisagens criadas pelo artista, no Palazzo Pallavicini Rospigliosi e no grande salão do Palácio do Quirinal. Ele Trabalhou também nas igrejas de Santa Maria Maggiore, São Nicolau em Cárcere, Santa Maria della Pace e na Basílica de São João de Latrão.
Seu estilo era bastante convencional, porém seus trabalhos foram apreciados por seu classicismo pela aristocracia inglesa. Sua juventude tenebrista deriva de Caravaggio, mas evita o naturalismo excessivo do mesmo; usa luzes contrastantes, mas se deleita em tecidos luxuosos e materiais, e não defeitos físicos.
Entre suas obras mais conhecidas incluem: Tocadora de Alaúde (National Gallery of Art, em Washington), Moisés Salvo das Águas do Nilo e São Francisco e O Anjo (ambas no Museu do Prado), Ló e Suas Filhas (com versões diferentes no Museu de Belas Artes de Bilbao e no Museu Thyssen-Bornemisza) e José e a Esposa de Potifar (Hampton Court, Royal Collection, Reino Unido). 